# Hípica als Jocs Olímpics d'estiu de 1924 - Doma individual
La doma individual va ser una de les cinc proves d'hípica que es van disputar als Jocs Olímpics d'Estiu de 1924, a París. La competició es va disputar el 25 de juliol de 1924, amb la participació de 24 gents procedents de 9 nacions diferents.

## Medallistes
| Or                 | Plata                  | Bronze              |
| Ernst Linder (SWE) | Bertil Sandström (SWE) | Xavier Lesage (FRA) |

## Classificació final
| Pos. | Binomi                      | Binomi         | Nació          | Mitjana de punts | Total | Punts dels jutges | Punts dels jutges | Punts dels jutges | Punts dels jutges | Punts dels jutges |
| Pos. | Genet                       | Cavall         | Nació          | Mitjana de punts | Total | FRA               | NLD               | SWE               | BEL               | CHE               |
| ---- | --------------------------- | -------------- | -------------- | ---------------- | ----- | ----------------- | ----------------- | ----------------- | ----------------- | ----------------- |
| 1    | Ernst Linder                | Piccolomini    | Suècia         | 283              | 278   | 277               | 272               | 272               | 1382              | 276,4             |
| 2    | Bertil Sandström            | Sabel          | Suècia         | 279              | 279   | 277               | 274               | 270               | 1379              | 275,8             |
| 3    | Xavier Lesage               | Plumard        | França         | 283              | 265   | 255               | 265               | 261               | 1329              | 265,8             |
| 4    | Wilhelm von Essen           | Zobel          | Suècia         | 256              | 261   | 267               | 256               | 260               | 1300              | 260,0             |
| 5    | Victor Ankarcrona           | Corona         | Suècia         | 239              | 267   | 255               | 250               | 272               | 1283              | 256,6             |
| 6    | Emanuel Thiel               | Ex             | Txecoslovàquia | 258              | 273   | 231               | 242               | 277               | 1281              | 256,2             |
| 7    | Robert Wallon               | Magister       | França         | 258              | 244   | 235               | 236               | 243               | 1216              | 243,2             |
| 7    | Hans von der Weid           | Uhlard         | Suïssa         | 212              | 273   | 215               | 233               | 283               | 1216              | 243,2             |
| 9    | Georges Serlez              | Chong          | Bèlgica        | 238              | 242   | 245               | 244               | 241               | 1210              | 242,0             |
| 10   | Louis Saint-Fort Paillard   | Roitelet VI    | França         | 256              | 236   | 220               | 226               | 247               | 1185              | 237,0             |
| 11   | František Donda             | Elan           | Txecoslovàquia | 251              | 254   | 228               | 206               | 241               | 1180              | 236,0             |
| 12   | Arthur von Pongracz         | Aberta         | Àustria        | 246              | 243   | 216               | 218               | 248               | 1171              | 234,2             |
| 13   | Joseph Stevenart            | Paillasse      | Bèlgica        | 241              | 237   | 229               | 231               | 228               | 1166              | 233,2             |
| 14   | Jan van Reede               | Slieve-Gallion | Països Baixos  | 220              | 262   | 202               | 210               | 266               | 1160              | 232,0             |
| 15   | Antoine Bourcier            | Valentin       | França         | 258              | 205   | 231               | 241               | 205               | 1140              | 228,0             |
| 16   | Adolphe Mercier             | Knabe          | Suïssa         | 212              | 226   | 214               | 215               | 251               | 1118              | 223,6             |
| 17   | Vladimir Stoychev           | Pan            | Bulgària       | 213              | 258   | 197               | 191               | 242               | 1101              | 220,2             |
| 18   | Otto Schöniger              | Fefé           | Txecoslovàquia | 222              | 229   | 206               | 211               | 207               | 1075              | 215,0             |
| 19   | Jaroslav Hanf               | Elégant        | Txecoslovàquia | 213              | 235   | 193               | 193               | 233               | 1067              | 213,4             |
| 20   | Werner Stuber               | Queen-Mary     | Suïssa         | 191              | 229   | 196               | 203               | 212               | 1031              | 206,2             |
| 21   | Charles Schlumberger        | Kincses        | Suïssa         | 177              | 206   | 190               | 171               | 203               | 947               | 189,4             |
| 22   | Dagobert von Sekullic-Vrich | Shagyax        | Àustria        | 156              | 217   | 153               | 160               | 213               | 899               | 179,8             |
| 23   | Roger Delrue                | Kwango         | Bèlgica        | 164              | 184   | 155               | 169               | 182               | 854               | 170,8             |
| 24   | Vladimir Seunig             | Benita         | Iugoslàvia     | 179              | 175   | 152               | 149               | 183               | 838               | 167,6             |